# Кэйнгыпыльгин
Кэйнгыпыльгин  — лагуна на Чукотке. Является частью Анадырского залива Берингова моря. Административно относится к Анадырскому району Чукотского автономного округа.
Лагуна отделена от Анадырского залива косой Тепанергена. Длина — 23,6 км, максимальная ширина 10,6 км. На севере сливается с лагуной Чимченейкуйым, на юге с лагуной Кенноткайкуйым. В лагуну Кэйнгыпыльгин впадает река Веемкэй.
В водах лагуны водится горбуша, нерестится нерка.